# محافظة شقراء
محافظة شقراء هي إحدى محافظات منطقة الرياض في المملكة العربية السعودية، وعاصمتها مدينة شقراء.

## السكان
بلغ عدد سكان محافظة شقراء (46,403) نسمة حسب تعداد السعودية 2022، عدد السعوديين (29,526) نسمة، وعدد غير السعوديين (16,877) نسمة.

## المراكز الإدارية
- أشيقر
- الجريفة
- الحريق
- الصوح
- الفرعة
- القصب
- المشاش
- الوقف
- بادية الداهنة
- حاضرة الداهنة
- غسلة